# قطعنامه ۱۳۴۷ شورای امنیت
قطعنامه ۱۳۴۷ شورای امنیت سازمان ملل متحد که در تاریخ ۳۰ مارس ۲۰۰۱ تصویب شد، سندی بین‌المللی دربارهٔ دادگاه جنایی بین‌المللی برای رواندا است. این قطعنامه طی نشست ۴۳۰۷ام با ۱۵ رای موافق، ۰ مخالف و ۰ ممتنع تصویب شد.